# 青のある断層
『青のある断層』（あおのあるだんそう）は、松本清張の短編小説。『オール讀物』1955年11月号に掲載され、1957年12月に短編集『詐者の舟板』収録の一作として、筑摩書房より刊行された。
1961年・1965年にテレビドラマ化されている。

## あらすじ
銀座の通りに面する奥野画廊は、画壇の大家になりつつある、姉川滝治の絵を多く持っていた。秋の陽ざしのある日、長身の若い男が画廊にはいってきて、奥野に自分の絵を見てくれるように頼む。気のない顔で絵に向かった奥野だったが、しだいに真剣な眼になり、畠中良夫というその青年に、ほかの絵を持ってくるように頼む。
荻窪に帰った良夫は、絵が売れそうだと妻の津奈子に喜ぶ。良夫の絵は、技術を知らない稚拙な風景画だったが、不思議なエスプリがあった。ただ、良夫は絵が好きだというだけで、先生がなかった。
伊豆半島の中央部、船原温泉に向かう奥野は、近ごろあまり作品を発表しなくなった姉川滝治が、描こうとしないのではなく、描けなくなったことがわかっていた。姉川の面倒をみてきた奥野は、伊豆の山奥の温泉にのがれている姉川に、持参した一枚の絵を見せる。奥野は姉川の眼が興奮していることを知る。翌朝、奥野は、ずたずたに切られた畠中良夫の画布を、火の中に入れて燃やす。
絵を改めて勉強したいと思った良夫は、絵描きの知り合いの佐伯に相談し、先生について習うことにした。しかし、少しは自分でも描き方がうまくなったと思ったとたん、奥野画廊に絵の買い取りを断られてしまう。

## エピソード
- 著者は本作について、上京し家が見つかるまで藤沢の従妹の婚家先に下宿していた半年間、暇を見つけて一二泊の旅行を試み、伊豆船原温泉がそのときの旅行先であると述べ、続けて「『青のある断層』は、実は大正期に活躍した有名作家の実話からヒントを得た。この作家は老いて才能が枯渇したが、従前の虚名のために雑誌社からの依頼原稿を断ることができず、苦しまぎれに編集者が持ってきた応募原稿の中から一つを盗用し、それを自己流に書き直したという。真偽のほどはわからないが、芸術家の世界では考えられぬことではないと思い、これを画家の世界に置きかえた」と記している[1]。
- 著者は『宝石』掲載の創作ノートに「船原 - 奥伊豆に遊ぶ。御狩場焼。ウズラと、ヒメマスの焼いたの、里芋、飯は割竹にゴマをふって詰める。野天で焼く」と本作に関連するメモを書きつけている[2]。
- 漫画原作者・脚本家の大塩竜也は、本作のタイトルが、ピカソの青の時代から来ており、奥野の人物造形は、アンブロワーズ・ヴォラールから来ていると推測している[3]。
- 近代文学研究者の南富鎭は、本作の無名画家の畠中良夫には清張自身の境遇が重なっており、荻窪駅の風景描写は清張自身の経験によるものと推測している[4]。

## テレビドラマ

### 1961年版
1961年5月29日、TBS系列の「ナショナル ゴールデン・アワー」枠（20:30-21:00）、「松本清張シリーズ・黒い断層」の1作として放映。
キャスト
- 河津清三郎
- 信欣三
- 手島かつこ
- 梅野泰靖

スタッフ
- 演出：鴨下信一
- プロデューサー：逸見稔
- 制作：東京テレビ

| TBS系列 ナショナルゴールデンアワー （松本清張シリーズ・黒い断層） | TBS系列 ナショナルゴールデンアワー （松本清張シリーズ・黒い断層） | TBS系列 ナショナルゴールデンアワー （松本清張シリーズ・黒い断層） |
| 前番組                                                            | 番組名                                                            | 次番組                                                            |
| ----------------------------------------------------------------- | ----------------------------------------------------------------- | ----------------------------------------------------------------- |
| 氷雨 （1961.5.22）                                                | 青のある断層 （1961.5.29）                                        | 白い闇 （1961.6.5 - 12）                                          |

### 1965年版
1965年12月21日、関西テレビ制作・フジテレビ系列（FNS）の「松本清張シリーズ」枠（21:00-21:30。早川電機工業一社提供）にて放送。
キャスト
- 三國連太郎
- 下元勉
- 本間文子
- 鶴丸睦彦

スタッフ
- 脚本：春田耕三
- 演出：水野匡雄
- 制作：関西テレビ

| 関西テレビ制作・フジテレビ系列 松本清張シリーズ | 関西テレビ制作・フジテレビ系列 松本清張シリーズ | 関西テレビ制作・フジテレビ系列 松本清張シリーズ |
| 前番組                                          | 番組名                                          | 次番組                                          |
| ----------------------------------------------- | ----------------------------------------------- | ----------------------------------------------- |
| 坂道の家 （1965.12.14）                         | 青のある断層 （1965.12.21）                     | 部分 （1965.12.28）                             |